# والويجي
والويجي (بالإنجليزية: Waluigi ؛ باليابانية: ワルイージ، واروإيجي) شخصية خيالية من سلسلة ماريو لألعاب الفيديو من تصميم فوميهايدي أوكي. هو الشبيه الشرير للويجي وشريك واريو وظهر لأول مرة في لعبة ماريو تنس 64. وهناك ملاحظة عن هذه شخصية لا تظهر اجزاء فيها مغامرات واريو لاند ليكون فيها شريكه سوى العاب فيديو ماريو رياضية كماريو كارت وغيرها وماريو بارتي فقط.
اسم والويجي مزيج من اسم لويجي مع الصفة اليابانية وارووي (悪い) والتي تعني «سيئ»؛ إذاً المعنى هو «لويجي سيئ».